# Megmenteni bárkit
A Megmenteni bárkit Puskás Panni magyar író második könyve, első regénye. Megjelent a Magvető Könyvkiadónál 2023-ban.
A regénynek három központi szereplője van: egy anya és két felnőtt lánya, akik már sok éve külön élnek egymástól. A történések valószínű ideje 2021 nyara, legalábbis erre utal, hogy egyikük részt vesz az ún. pedofiltörvény (2021. jún. 15.) elleni budapesti tüntetésen.

## Cselekménye
A cselekmény három különálló szálon fut, melyek a könyv vége felé találkoznak. Mindegyik cselekményszálat első személyben – de más-más stílusban – annak központi nőalakja beszéli (vagy részben képzeli) el, illetve írja le. A három szál kb. 30 rövid fejezetben, apránként, egymást folyamatosan váltogatva bomlik ki.
Az egyik szálon egy harminc éves nő életét követjük: jól fizető budapesti állásban, de teljesen labilis lelkiállapotban van („egy nagy rakás csődtömeg vagyok”, 9. o.), aki épp szeretné rendbetenni az életét. Bedrogozva, egy alig megismert, szimpatikus férfivel (Márk) együtt lázadó hangulatukban éjjel szétverik az egyik kollégája autóját. Másnap szintén drogos-részeg állapotban elmondja kollégájának, Zsoltnak, hogy a pletykákkal ellentétben nem néhány migráns, hanem ő volt a tettes. Kijózanodva, a letartóztatás elől Márkkal (és nőjével, Viviennel) hirtelen elhatározással elhagyják az országot, Velencébe mennek. Indulás előtt tudja meg, hogy régi egyetemi barátja, Tuna balesetezett és kórházba került. Velencéből egyedül indul tovább Firenze, Róma és Nápoly után dél felé. Szinte már csak drogon és „fröccsborokon” él, amikor autóstoppal kompra száll, majd kimerülten elterül egy siracusai téren.
A másik szál Siracusában játszódik. Ennek a cselekményszálnak az elbeszélője is budapesti, egy alkalmazott grafikát végzett divattervező, aki Milánóban kapott munkát, de most távmunkában dolgozik. Délre költözött szerelmével, a látását épp mostanában elvesztő festővel, Mariaval. Ő maga is súlyos beteg, morfiumra lenne szüksége. Szeretne segíteni a menekülteknek az öbölben horgonyzó mentőhajón, melyet az olasz hatóság nem enged kikötni. Elhatározzák, hogy egy tutajon megszöktetik a menekülteket. 
Egy nap mintha önmagát látná meg holtan feküdni a téren. Az olvasó ekkor már tudja, – legkésőbb egy gyerekkori emlék leírásából érti meg (95. o.) –, hogy az a nő Gréta; aki pedig Mariával együtt most rátalál, az a nővére. Sok éve nem látták egymást.
Hármasban indulnak tutajon a menekültekért, akik azonban nem kérnek ebből a segítségből. Csak egy újszülöttjét féltő nő hajlandó velük menni, de elragadásakor Gréta nővére a menekülthajón reked, Maria pedig nem akarja, hogy visszamenjenek érte. (A könyv nem szól a megmentett arab nő és csecsemője további sorsáról, akiknek gondozása egyedül a vak Mariára maradt).
A harmadik cselekményszál egy Angyalföldön lakó idősödő asszonynak a fiatalabb lányához, Grétához írt 9+4 leveléből áll. Ezekben életét, házasságát („az apád egy szemétláda volt”) és a család történetét írja le, közte azt a jelenetet is (156.), amikor rájött, hogy az idősebbik lánya leszbikus. Hol önsajnáltatón, hol önigazolást keresve, hol igazi kétségbeeséssel írja le, hogy elrontotta az életét, és hogy talán nem volt jó anya. A férje sorozatos megcsalások után elhagyta, (akkortól árufeltöltőként dolgozott), majd egymás után a két lánya is. Később különféle férfiaknál sikerült egy-két évre kikötnie, végül a hitbe menekült, megtért Jézushoz (159.).
Gréta Olaszországból hazarepül. Képzeletében mobilon üzeneteket vált a nővérével. Meglátogatja barátját, Tunát a kórházban, azután anyját is otthon és elmondja, hogy a nővére meghalt rákban. Együtt sírnak. Búcsúzáskor anyja átad neki egy vastag borítékot a levelekkel, amiket hozzá írt.
Az utolsó fejezet afféle epilógus, melyet Tuna beszél el: kijött a kórházból, Grétánál lakik, az anya leveleit egyedül csak ő olvasta el. Az utolsó négy, mostanában érkezett levél már csak szemrehányásokból, majd sértődött szakításból áll, amiért a lánya nem válaszol. Gréta új, józan, értelmes életet kezdett. Igyekszik segíteni Tunának újra tanulni járni, legyőzni – önmagában is – a bénultságot.

## Kritikai fogadtatása
„A szerző okosan, csontig hatolóan, mégis kellő érzékenységgel és empátiával fogalmaz. Nyersesége és bátorsága felrázó erővel hatnak…, nehéz letenni a könyvet és szünetet tartani a fejezetek között.”
„A szerkezet ravasz és jól működő: három nő monologizál, egyikük levelekben, a többiek csak úgy… E pontosan ábrázolt női sorsokat Puskás Panni úgy képes megjeleníteni, hogy ismételten nevetésre ingerelt. Néha röhögésre. Köszönhetően szárnyaló fantáziájának, valamint az abszurd és a groteszk iránti fogékonyságának, noha realista szemlélete sem szorul háttérbe.”
„A szerző ügyesen veti fel az egymással is összefüggő kortárs jelenségeket, ám ezeknek elmélyítése, a regény által kínált megoldások nem minden szempontból meggyőzőek. …A történet súlypontja a Siracusában élő nővér története, aki megszállottan meg akarja menteni a Líbia felől érkező menekülteket… Úgy gondolom, talán szerencsésebb lett volna mindössze erre a szálra, helyszínre építeni a mű egészét, s nem a három szólamot összeügyeskedni végül egy egységgé, helyenként erőltetett megoldásokkal élve…”